# Marlen

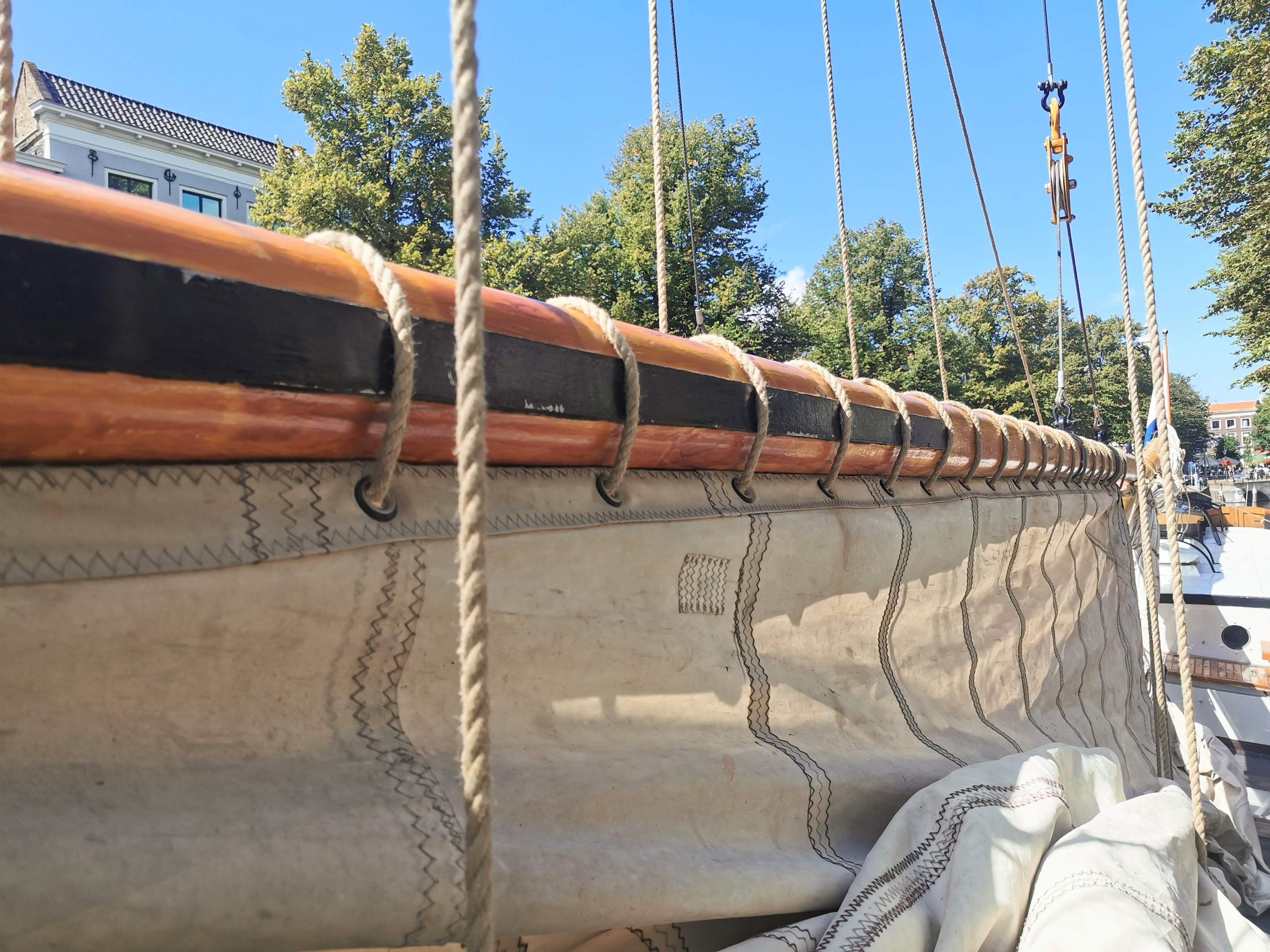
De marllijn trekt het zeil tegen de gaffel

Marlen is een begrip uit de zeilwereld. Zeilen worden door middel van een marllijn met een marlsteek aan een rondhout (zoals een gaffel of giek) van een zeilschip of -boot bevestigd. De marllijn komt daarbij in het lijk te liggen tussen de omslagen en drukt het zeil daarmee tegen het rondhout. Als een marlsteek goed is belegd houdt deze wanneer de marllijn loos krijgt of breekt.